# Vilallonga de Ter
Vilallonga de Ter (historiquement Villelongue-de-Ter en français) est une commune d'Espagne dans la communauté autonome de Catalogne, province de Gérone, de la comarque du Ripollès.

## Géographie

### Localisation
Vilallonga de Ter est une commune située à l'est des Pyrénées, au nord-ouest de Camprodon et près de la frontière avec la France. Outre le village principal, elle comprend également les hameaux d'Abella, d'El Catllar, de La Roca, de Tregurà de Baix et de Tregurà de Dalt.

### Hydrographie
Le territoire de Vilallonga de Ter est traversé par le fleuve Ter du nord vers le sud.

### Voies de communication et transports
La commune de Vilallonga de Ter est traversée par la route C-771, en provenance au sud-est de Camprodon et se poursuivant au nord-ouest en direction de Setcases.

## Histoire
Le lieu de Vilallonga de Ter est mentionné pour la première fois en 1011, et son église Saint-Martin en 1183. Les monastères de Ripoll et de Camprodon y avaient plusieurs possessions, mais les seigneurs en étaient la famille de Catllar (ou Descatllar), devenue importante en Catalogne à partir du XIVe siècle, et qui possédait un château dont les ruines se trouvent au lieu-dit d'El Catllar, au nord du territoire communal.

## Politique et administration

### Intercommunalité
La commune de Vilallonga de Ter fait partie de l'intercommunalité du Vall de Camprodon, avec les communes de Camprodon, Llanars, Molló, Sant Pau de Segúries et Setcases. Son siège est situé à Camprodon.

## Population et société

### Démographie
| 1900 | 1930 | 1950 | 1970 | 1981 | 1986 | 2006 |
| ---- | ---- | ---- | ---- | ---- | ---- | ---- |
| 1167 | 1075 | 877  | 578  | 452  | 437  | 448  |

## Culture locale et patrimoine

### Lieux et monuments
- L'église Saint-Martin du village de Vilallonga de Ter ;
- Le vestige de la forteresse de la Sala, au nord-ouest du village de Vilallonga de Ter ;
- La chapelle Notre-Dame des Douleurs, au nord-ouest du village de Vilallonga de Ter ;
- La chapelle Notre-Dame du Rosaire, à l'est du village de Vilallonga de Ter ;
- L'église Sainte-Lucie d'Abella ;
- L'ermitage de Notre-Dame d'El Catllar ;
- Les ruines du château d'El Catllar ;
- Le château de La Roca de Pelancà ;
- L'église de la Piété de La Roca de Pelancà ;
- L'église Saint-Julien de Tregurà.